# Chris Hodgetts

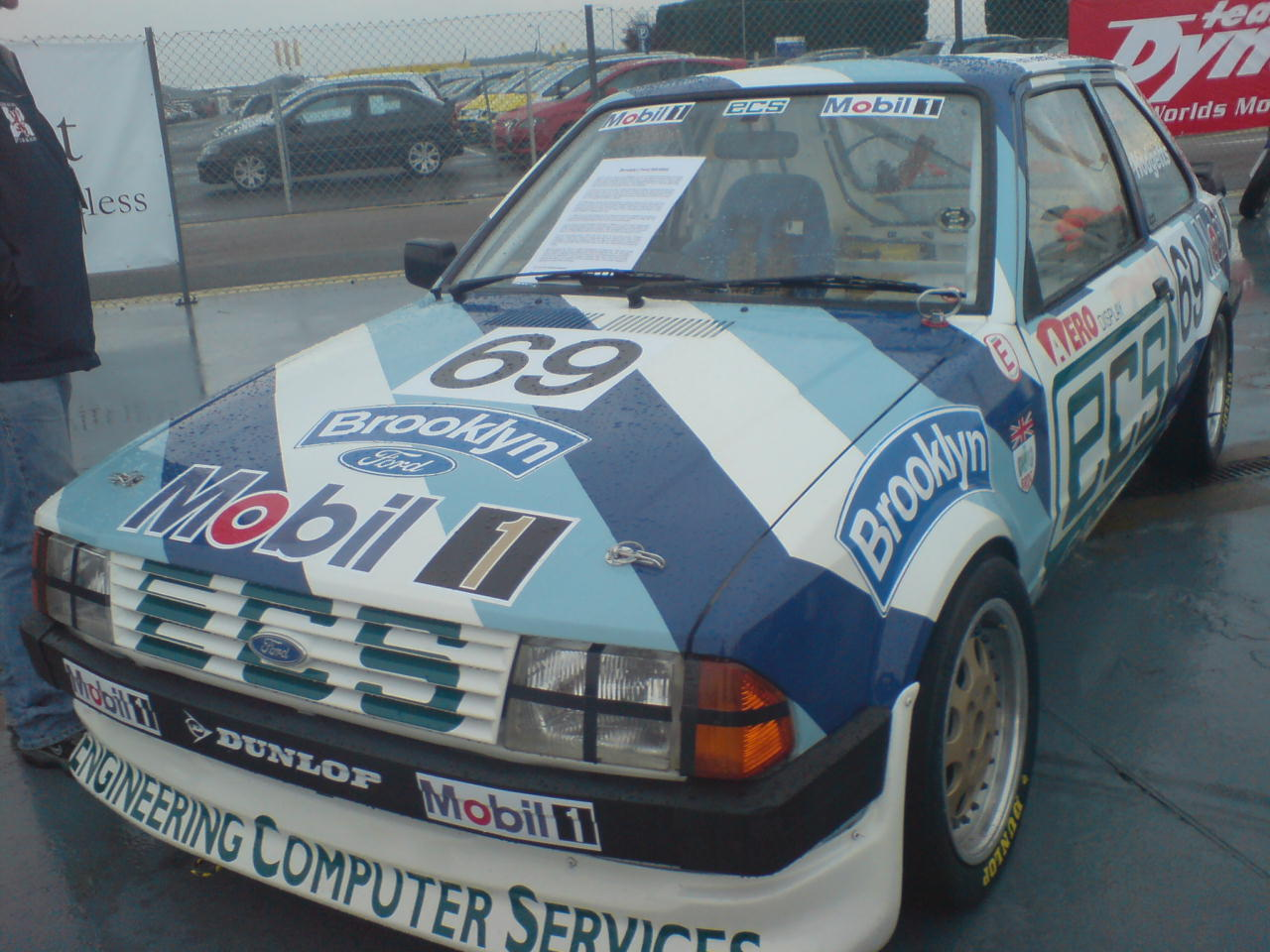
Der Ford Escort 1600i mit dem Chris Hodgetts 1985 Gesamtzweiter in der britischen Tourenwagen-Meisterschaft wurde

Christopher Leonard „Chris“ Hodgetts (* 6. Dezember 1950 in Tanworth-in-Arden) ist ein ehemaliger britischer Autorennfahrer.

## Karriere
Chris Hodgetts gehörte in den 1980er-Jahren zu den erfolgreichsten Fahrern der britischen Tourenwagen-Meisterschaft. 1980 erreichte er beim Rennen im Mallory Park mit dem dritten Rang seine erste Podiumsplatzierung. Nach einem zweiten Endrang 1981 auf einem Toyota Celica GT, einem dritten Rang 1983, diesmal auf einem Ford Escort 1600i, und einer weiteren Vizemeisterschaft 1985, gewann er 1986 und 1987 die Meisterschaft auf einem Toyota Corolla.
Neben den britischen Tourenwagenrennen war Hodgetts in vielen anderen Rennserien aktiv. 1990 gewann der die Gesamtwertung der TVR Tuscan Challenge und 1995 auf einem Marcos LM600 den Titel in der GT2-Klasse der britischen GT-Meisterschaft. In den letzten Jahren der Sportwagen-Weltmeisterschaft hatte er dort Einsätze mit Rennfahrzeugen von Spice und Tiga und pilotierte 1989 in Le Mans einen Werks-Mazda 767B gemeinsam mit Dave Kennedy und Pierre Dieudonné an die siebte Stelle der Gesamtwertung.

## Statistik

### Le-Mans-Ergebnisse
| Jahr | Team                | Fahrzeug     | Teamkollege      | Teamkollege  | Platzierung | Ausfallgrund |
| ---- | ------------------- | ------------ | ---------------- | ------------ | ----------- | ------------ |
| 1988 | Charles Ivey Racing | Tiga GC287   | Tim Harvey       | John Sheldon | Rang 20     |              |
| 1989 | Mazdaspeed          | Mazda 767B   | Pierre Dieudonné | Dave Kennedy | Rang 7      |              |
| 1990 | Spice Engineering   | Spice SE90C  | Tim Harvey       | Fermín Vélez | Rang 18     |              |
| 1995 | Team Marcos         | Marcos LM600 | Cor Euser        | Thomas Erdos | Ausfall     | Elektronik   |

### Sebring-Ergebnisse
| Jahr | Team             | Fahrzeug | Teamkollege    | Teamkollege   | Platzierung | Ausfallgrund |
| ---- | ---------------- | -------- | -------------- | ------------- | ----------- | ------------ |
| 1993 | Ed Arnold Racing | BMW M5   | Dieter Quester | David Donohue | Rang 20     |              |

### Einzelergebnisse in der Sportwagen-Weltmeisterschaft
| Saison | Team          | Rennwagen   | 1   | 2   | 3   | 4   | 5   | 6   | 7   | 8   | 9   | 10  | 11  |
| ------ | ------------- | ----------- | --- | --- | --- | --- | --- | --- | --- | --- | --- | --- | --- |
| 1987   | GP Motorsport | Tiga GC287  | JAR | JER | MON | SIL | LEM | NÜN | BRH | NÜR | SPA | FUJ |     |
| 1987   | GP Motorsport | Tiga GC287  |     |     |     |     |     |     | DNF |     |     |     |     |
| 1988   | Ivey Racing   | Tiga GC287  | JER | JAR | MON | SIL | LEM | BRÜ | BRH | NÜR | SPA | FUJ | SAN |
| 1988   | Ivey Racing   | Tiga GC287  |     |     |     | 11  | 20  |     | 12  |     |     |     |     |
| 1989   | Baker Racing  | Spice SE87C | SUZ | DIJ | JAR | BRH | NÜR | DON | SPA | MEX |     |     |     |
| 1989   | Baker Racing  | Spice SE87C |     |     |     |     | 21  |     |     |     |     |     |     |